# Калин Бояджиев
Калин Райчев Бояджиев е български архитект.

## Биография
Роден е на 25 август 1905 година в Хасково. През 1936 година завършва Държавната политехника в Торино. Работи в „Главпроект“ и Министерството на строежите и архитектурата. От 1964 до 1965 година е главен архитект на етиопския град Адис Абеба. Ръководител е на строежа на Студентски град в София. В сътрудничество със скулптори и други архитекти е автор на:
- „Паметник костница на загиналите партизани“ в Антоново;
- „Паметник на Септемврийското въстание 1923“ в Монтана;
- „Паметник на Първия конгрес на БСДП на връх Бузлуджа 1891“.[1]

През 1952 година е удостоен с Димитровска награда.
Умира на 6 ноември 1968 година в София.